# 照善寺
照善寺（しょうぜんじ）は、東京都大田区にある浄土宗の寺院。

## 概要
1586年（天正14年）、相蓮社廣誉全公によって開山された。その後1639年（寛永16年）に伽藍が完成し、「照善寺」と称することになった。

## 観音菩薩にされた埴輪
当寺の寺宝に人物埴輪がある。近くにあった「観音塚」から1817年（文化14年）に出土したもので、土中から出現した観音菩薩像「土器十一面観音」として崇められることになった。「観音塚」という古墳名も観音菩薩視された埴輪に由来する。かつては、この観音塚の上に小さな観音堂を設け、大きめの木造観音菩薩像の胸部の蓋を外すと、胎内仏となった土器観音が拝めるようになっていた。現在は観音堂ごと照善寺に移されている。

## 交通アクセス
- 田園調布駅より徒歩14分。